# Hospital Municipal Odilon Behrens
O Hospital Metropolitano Odilon Behrens (HOB) recebeu este nome em homenagem ao companheiro de Juscelino Kubitschek, secretário de estado e médico Odilon Behrens.
O hospital foi construído na década de 1940, na região da Lagoinha, quando o então prefeito de Belo Horizonte, Juscelino Kubitschek, realizava uma série de empreendimentos na capital.
As obras foram iniciadas em agosto de 1941. A primeira parte, inaugurada em março de 1944, contava com 100 leitos e era constituída pelo ambulatório, laboratório, sala de espera, administração, setor de cirurgia, casa das irmãs e serviço de internação. Em 1973, o hospital foi transformado em autarquia, de acordo com a Lei nº 2.311, de 22 de julho.
No início da década de 1990, o Odilon Behrens firmou convênio com o Sistema Único de Saúde (SUS) e iniciou o processo de univer-salização do atendimento, depois de prestar assistência, por longo período, apenas aos servidores municipais. Ao longo do tempo, o hospital passou por reformas e ampliações e, nos últimos anos, se adaptou aos novos tempos e à diversificação das demandas.
Atualmente, o HOB é um grande complexo hospitalar que atende a cerca de mil pacientes por dia. Prestando atendimento exclusivamente pelo SUS, a unidade oferece à população belo-horizontina e da Região Metropolitana diversas especialidades médicas e é referência para atendimentos de urgência/emergência.
O HOB possui 436 leitos, sendo 348 nas Unidades de Internação, 88 na Unidade de Urgência e Emergência e 18 leitos de Hospital-dia, um Ambulatório de Especialidades e uma Unidade de Fisioterapia.
O Odilon Behrens é um hospital geral, com pronto-socorro, ambulatório, hospital-dia e dotado de amplos setores de internação com Centros de Tratamento Intensivo (CTI), pediatria, ginecologia e obstetrícia, blocos cirúrgicos, serviços de apoio ao diagnóstico e tratamento, farmácia, serviço de nutrição e dietética, banco de sangue, lavanderia, esterilização e fisioterapia. A maternidade do hospital é referência em gravidez de alto risco e responsável por 23% dos partos deste tipo realizados em Belo Horizonte. O berçário de alto risco oferece 40 leitos e a unidade de saúde possui ainda 10 leitos de CTI infantil e 20 de neonatal.
O Programa de Atenção Domiciliar (PAD) do HOB foi o primeiro em Minas Gerais a receber o cre-denciamento para atendimento por meio do SUS.
O programa atende em domicílio pacientes que demandam cuidados, mas não necessitam ficar internados, liberando leitos, reduzindo o risco de infecção hospitalar e permitindo o retorno do paciente ao convívio familiar.
Oferece assistência integral e universal à saúde da população de Belo Horizonte e regiões de referência, com excelência técnica, tratamento ético e humanizado, além de ações para ensino e pesquisa, promovendo a saúde e o saber.
Constitui-se como uma referência para as urgências clínicas (pediatria, ginecologia e clínica médica), cirúrgicas (ortopédicas, neurológicas, buco-maxilo-facial, vasculares, cirurgia plástica, ginecológicas), com atendimento médio de 600 pacientes/dia. Sua Maternidade de Alto Risco realiza cerca de 160 partos/mês.
Com atendimento exclusivo ao SUS assiste não só aos cidadãos de Belo Horizonte, mas também pacientes vindos de outras cidades do Estado, sendo estes responsáveis por 22% do total de atendimentos realizados no Hospital em 2005.
Como Centro de Ensino e Pesquisa foi reconhecido como Hospital Escola, proporcionando estágios em fisioterapia, nutrição, enfermagem, medicina, informática, serviços administrativos, psicologia, fonoaudiologia, terapia ocupacional e residência médica em várias áreas.
Fonte: CEHOB Centro de Estudos do Hospital Odilon Behrens http://cehob.org.br/site/?page_id=45
1. ↑  http://cehob.org.br/site/?page_id=45
2. ↑  http://cehob.org.br/site/